# Maltese Veterans
Maltese Veterans, znany też jako Corps of Veterans (pol. Maltański Korpus Weteranów) – korpus w British Army, który istniał od 1803 do 1815 na Malcie, wówczas brytyjskim protektoracie, później kolonii Korony Brytyjskiej.
Zgodnie z postanowieniami pokoju w Amiens z 1802 Wielka Brytania miała opuścić Maltę i przekazać wyspę Zakonowi Maltańskiemu. Umowa stanowiła również, że co najmniej połowa garnizonu maltańskiego musi składać się z 2000 maltańskich żołnierzy, dowodzonych przez rodzimych oficerów. Chociaż traktat nie został wdrożony, a Brytyjczycy nie opuścili Malty, jednostki zostały przeformowane, a istniejące maltańskie formacje lekkiej piechoty, milicji i ochotniczej artylerii nadbrzeżnej zostały rozwiązane.
Korpus Weteranów został utworzony zgodnie z traktatem w 1803. Jednostka składała się z czterech kompanii, w których łącznie było 300 mężczyzn. Ich rola obejmowała służbę strażniczą przy urzędach państwowych, obiektach wojskowych i przestrzeni publicznej. W skład formacji wchodzili najstarsi i najbardziej doświadczeni rekruci maltańscy, z których większość była już żołnierzami podczas rządów szpitalników lub okupacji francuskiej. Jednostka miała zapewnić zatrudnienie starszym ludziom, a jednocześnie zachęcić młodszych mężczyzn do zaciągania się do innych formacji, aby mogli dołączyć do korpusu Weteranów, gdy już będą starsi. Jednostką dowodził do 1811 markiz Pandolfo Testaferrata, następnie zastąpił go baron Pietro Paolo Testaferrata.
Wszyscy oficerowie byli Maltańczykami, z wyjątkiem angielskich adiutantów, którzy zostali przeniesieni z brytyjskich pułków.
16 lutego 1815 Maltese Veterans zostali połączeni z Maltese Provincial Battalions i Malta Coast Artillery, formując Royal Malta Fencible Regiment.